# Jane Luu
Jane Luu (Jane X. Luu) är en vietnamesisk/amerikansk astronom.

## Uppväxt
Luu föddes 1963 i Sydvietnam, där hennes far arbetade som översättare åt US Army Hennes far lärde henne franska som barn, vilket var början till hennes livslånga intresse för språk.
Luu immigrerade till Förenta staterna som en flykting 1975 när den Sydvietnamesiska regeringen föll. Hon och hennes far bosatte sig i Kentucky där hon hade släktingar. Ett besök vid Jet Propulsion Laboratory inspirerade henne till att studera astronomi.  Hon började vid Stanford University, där hon tog kandidatexamen 1984.

## Doktorand och medupptäckare av Kuiperbältet
Som doktorand vid University of California at Berkeley och Massachusetts Institute of Technology, arbetade hon tillsammans med David C. Jewitt med att upptäcka Kuiperbältet. 1992, efter fem år av observationer, hittade det första kända Kuiperbältsobjektet, med hjälp av University of Hawaii's 2,2 meters teleskop på Mauna Kea.  Detta objekt är (15760) 1992 QB1, som hon och Jewitt gav smeknamnet "Smiley". 1991 belönade American Astronomical Society Luu med Annie J. Cannon Award in Astronomy.

## Yrkeslivet
Efter att ha disputerat började Luu arbeta som lärare vid Harvard University. Hon jobbade också vid Leiden University i Nederländerna.  Efter en tid i Europa återvände Luu till Förenta staterna och jobbade med instrument vid Lincoln Laboratory, MIT.
Luu och Jewitt rapporterade i december 2004 om upptäckten av kristalint vatten på Quaoar, vilket vid denna tid var det största kända objektet i Kuiperbältet. De fann också indikationer på ammoniumhydrat. En teori i deras rapport var att isen formats under ytan men kommit fram efter kollision med något annat objekt i Kuiperbältet under något av de senaste miljonerna år.

## Utmärkelser
Asteroiden 5430 Luu är uppkallad efter henne.

## Upptäckter av småplaneter
Lista över småplaneter som Luu har medverkat till att upptäcka:
| 10370 Hylonome [A]           | 27 februari 1995 |
| 15760 Albion [A]             | 20 augusti 1992  |
| (15809) 1994 JS [A]          | 11 maj 1994      |
| (15836) 1995 DA2 [A]         | 24 februari 1995 |
| (15874) 1996 TL66 [A][B][C]  | 9 oktober 1996   |
| (15875) 1996 TP66 [A][C]     | 11 oktober 1996  |
| (19308) 1996 TO66 [A][C]     | 12 oktober 1996  |
| (20161) 1996 TR66 [A][B][C]  | 8 oktober 1996   |
| (24952) 1997 QJ4 [A][C][D]   | 28 augusti 1997  |
| (24978) 1998 HJ151 [A][C][E] | 28 april 1998    |
| (26375) 1999 DE9 [C]         | 20 februari 1999 |
| (33001) 1997 CU29 [A][B][C]  | 6 februari 1997  |
| 58534 Logos[källa behövs]    | 4 februari 1997  |
| (59358) 1999 CL158 [A][C]    | 11 februari 1999 |
| (60608) 2000 EE173 [C][F]    | 3 mars 2000      |
| 66652 Borasisi [A][C]        | 8 september 1999 |
| 79360 Sila-Nunam [A][B][C]   | 3 februari 1997  |
| (79969) 1999 CP133 [A][C]    | 11 februari 1999 |
| (79978) 1999 CC158 [A][C][G] | 15 februari 1999 |
| (79983) 1999 DF9 [A][C]      | 20 februari 1999 |
| (91554) 1999 RZ215 [A][C]    | 8 september 1999 |
| (118228) 1996 TQ66 [A][B][C] | 8 oktober 1996   |
| (129746) 1999 CE119 [A][C]   | 10 februari 1999 |

| (134568) 1999 RH215 [A][C] | 7 september 1999  |
| (137294) 1999 RE215 [A][C] | 7 september 1999  |
| (137295) 1999 RB216 [A][C] | 8 september 1999  |
| (148112) 1999 RA216 [A][C] | 8 september 1999  |
| (181708) 1993 FW [A] | 28 mars 1993      |
| (181867) 1999 CV118 [A][C] | 10 februari 1999  |
| (181868) 1999 CG119 [A][C] | 11 februari 1999  |
| (181871) 1999 CO153 [A][C] | 12 februari 1999  |
| (181902) 1999 RD215 [A][C] | 6 september 1999  |
| (385185) 1993 RO [A] | 14 september 1993 |
| (385201) 1999 RN215 [A][C] | 7 september 1999  |
| (415720) 1999 RU215 [A][C] | 7 september 1999  |
| (469306) 1999 CD158 [A][C] | 10 februari 1999  |
| (503858) 1998 HQ151 [A][C][E] | 28 april 1998     |
| (508770) 1995 WY2 [A] | 18 november 1995  |
| Upptäckt tillsammans med: A David C. Jewitt B Jun Chen C Chad Trujillo D K. Berney E David J. Tholen F N. Wyn Evans G Scott S. Sheppard |                   |